# Giuseppe Tonani
Giuseppe Tonani (ur. 2 października 1890 w Lodi Vecchio, zm. 1 października 1971 w Mediolanie) – włoski sztangista. Złoty medalista olimpijski z Paryża (1924).
Brał udział w trzech igrzyskach (IO 20, IO 24, IO 28). W 1920 startował w przeciąganiu liny, w kolejnych dwóch reprezentował Włochy w podnoszeniu ciężarów. W 1924 zwyciężył w  wadze ciężkiej, powyżej 82,5 kilogramów. 